# Yura (Wakayama)
Yura (由良町 Yura-chō?) es un pueblo localizado en la prefectura de Wakayama, Japón. En junio de 2019 tenía una población estimada de 5.330 habitantes y una densidad de población de 172 personas por km². Su área total es de 30,94 km².

## Geografía

### Localidades circundantes
- Prefectura de Wakayama
  - Hirogawa
  - Hidaka

## Demografía
Según los datos del censo japonés, esta es la población de Yura en los últimos años.
| Año del censo | Población |
| ------------- | --------- |
| 1995          | 8.056     |
| 2000          | 7.625     |
| 2005          | 7.179     |
| 2010          | 6.508     |
| 2015          | 5.837     |